# Bactrocera cognata
Bactrocera cognata är en tvåvingeart som först beskrevs av Hardy och Adachi 1954.  Bactrocera cognata ingår i släktet Bactrocera och familjen borrflugor. Inga underarter finns listade.